# Уральськ (Гайський міський округ)
Ура́льськ (рос. Уральск) — село у складі Гайського міського округу Оренбурзької області, Росія.

## Населення
Населення — 225 осіб (2010; 327 у 2002).
Національний склад (станом на 2002 рік):
- росіяни — 80 %